# Lewis (seizoen 1)
Het eerste seizoen van Lewis liep van 29 januari 2006 tot en met 4 maart 2007 en bevatte vier afleveringen.

## Rolverdeling
- Kevin Whately - inspecteur Robert Lewis
- Laurence Fox - rechercheur James Hathaway
- Rebecca Front - chief superintendent Jean Innocent
- Clare Holman -  patholoog-anatoom Laura Hobson

## Afleveringen
| Nr. | Aflevering | Titel                       | Regisseur     | Schrijver     | Selectie gastrollen | Uitzenddatum     |  |
| --- | ---------- | --------------------------- | ------------- | ------------- | --- | ---------------- |  |
| 1 | 1          | Reputation (Pilot)          | Bill Anderson | Russell Lewis | Charlie Cox - Danny Griffon Jack Ellis - Rex Griffon Jemma Redgrave - Trudi Griffon Flora Spencer-Longhurst - Jessica Pollock Danny Webb - Tom Pollock                                         | 29 januari 2006  |  |
| Robert Lewis keert na twee jaar absentie terug naar Oxford, dit omdat hij toen zijn vrouw verloor bij een auto-ongeluk en dit emotioneel niet aankon. Hij maakt bij zijn terugkomst kennis met zijn nieuwe superintendent Jean Innocent en zijn nieuwe rechercheur James Hathaway. Zij krijgen meteen met een moordzaak te maken, een wiskundestudente wordt tijdens haar slaapstudie doodgeschoten op het onderzoekscentrum. Het onderzoek wijst uit dat tijdens de moord een key-padcode werd gebruikt in het onderzoekscentrum, en dat deze op naam staat van de medestudent van het slachtoffer Daniel Griffon. Daniel kan echter een alibi overleggen, deze wordt bevestigd door zijn moeder en door zijn mentor. Daniel is een onevenwichtig persoon die binnenkort het bedrijf van zijn overleden vader moet overnemen, die momenteel geleid wordt door zijn oom. Hij heeft ook geen respect voor zijn familie, speciaal voor zijn oom die hij verantwoordelijk houdt voor de dood van zijn vader. Het bedrijf staat op het punt om een Japanse investeerder binnen te halen, en de familie van Daniel hoopt dat hij zich rustig houdt tijdens deze gesprekken. Later wordt echter de boekhouder van het bedrijf, en tevens familievriend, en Daniel vermoord gevonden. Lewis moet, om de dader te vinden, een cryptische code kraken die zijn voormalige baas inspecteur Morse heeft achtergelaten. |            |                             |               |               | |                  |  |
| 2 | 2          | Whom the Gods Would Destroy | Marc Jobst    | Daniel Boyle  | Sasha Behar - Catherine Linn Richard Lintern - Sefton Linn Richard Dillane - Theodore Platt Adrian Rawlins - Harry Bundrick Diana Payan - Petra Bundrick Anna Massey - professor Margaret Gold | 18 februari 2007 |  |
| Lewis en Hathaway moeten de moord op Dean Greely onderzoeken, hij werd vermoord door een slag op zijn hoofd net nadat hij zijn boot verliet. Het onderzoek wijst uit dat Dean in zijn studententijd samen met drie andere studenten lid was van een zelfbedacht clubje met de naam ‘’Sons of the Twice Born’’ (Zonen van de tweemaal geborene). Hedendaags beweren de overlevende leden in de eerste gesprekken dat zij met elkaar bijna geen contact meer hadden en dat deze club helemaal niet bestond. Wanneer een tweede lid van deze club wordt vermoord wordt het al snel duidelijk dat de club een duister geheim heeft over wat er 30 jaar geleden gebeurd is, en dat iemand op zoek is naar wraak. |            |                             |               |               | |                  |  |
| 3 | 3          | Old School Ties             | Sarah Harding | Alan Plater   | Owen Teale - Nicky Turnbull Gina McKee - Diane Turnbull Stuart Milligan - Webster Sarah Quintrell - Chloe Pieter Lawman - Jarvis Tom Harper - Stephen Gilchrist Frances Albery - Jo Gilchrist  | 25 februari 2007 |  |
| De voormalige gevangene Nicky Turnbull heeft een boek geschreven over zijn crimineel verleden en bezoekt Oxford, Lewis en Hathaway worden tegen hun zin opgedragen om hem bescherming te bieden. Dit omdat hij in het verleden de universiteit van Oxford voor veel geld heeft opgelicht en ontvangt dreigberichten. Turnbull is alles wat Lewis haar, maar houdt zijn mond dicht en verplicht zichzelf zijn opgedragen werk te doen. Turnbull is in Oxford aanwezig op uitnodiging van een studentenclub om voor hen een speech te houden. Na de eerste nacht wordt Jo Gilchrist dood door wurging in een hotelkamer, die langs de kamer van Turnbull bevindt, gevonden en Lewis en Hathaway bevinden zich nu in een moordzaak. Het blijkt dat Gilchrist werkzaam was als journaliste voor de schoolkrant, en dat zij op korte termijn een verhaal wilde openbaren over een professor die fraude heeft gepleegd. Wanneer Turnbull ineens voor zijn hotel wordt doodgeschoten ontmoet Lewis de weduwe van hem, het blijkt een oude jeugdliefde van hem te zijn. Het verdere onderzoek wijst uit dat Turnbull en zijn vrouw van plan waren om een scheiding aan te vragen, Lewis vraagt zich af of hierin het motief ligt voor de moorden. |            |                             |               |               | |                  |  |
| 4 | 4          | Expiation                   | Dan Reed      | Guy Andrews   | Emma Croft - Rachel Mallory James Wilby - Hugh Mallory Vincent Regan - David Hayward Lucy Robinson - Louise Hayward Carolyn Pickles - Jane Templeton Pip Torrens - Malcolm Croft               | 4 maart 2007     |  |
| Wanneer in een buitenwijk van Oxford een dode vrouw wordt gevonden door ophanging gaan Lewis en Hathaway er eerst van uit dat het een zelfmoord betreft. Later wordt duidelijk door dr. Hobson dat het slachtoffer al dood was voordat zij opgehangen werd, dus het betreft een moordzaak. Het onderzoek wijst uit dat het slachtoffer en haar man goed bevriend waren met een ander stel. Dan doen zij de schokkende ontdekking dat de twee stellen een aantal jaren geleden een partnerruil hebben gedaan, de moeders hebben toen hun eigen kinderen meegenomen. Lewis en Hathaway vermoeden dat het motief in deze partnerruil gezocht moet worden. |            |                             |               |               | |                  |  |